# Velibor Čolić
Velibor Čolić est un écrivain né le 13 juin 1964 en Bosnie-Herzégovine qui vit en France depuis 1992.

## Biographie
Il est né en 1964 dans une petite ville de Bosnie (Odžak (Posavina)) où il perdra sa maison et ses manuscrits réduits en cendres pendant la guerre. Après des études de littérature yougoslave à Sarajevo et Zagreb, il travaille à la radio régionale comme journaliste chargé de rock et jazz. Enrôlé dans l’armée bosniaque, il déserte dès mai 1992, est fait prisonnier mais s’échappe et se réfugie en France au mois d’août de la même année.
Accueilli à Strasbourg par le Parlement des écrivains pour une résidence d’un an, l’écrivain y reste quelque temps puis part s’installer en Bretagne où il organise des ateliers d'écriture dans les collèges environnants,.
En 1993, paraît en France son premier livre Les Bosniaques (Galilée & Carrefour des Littératures), rédigé en résidence à Strasbourg, qui décrit la guerre de Bosnie sous forme de petits tableaux, voire de croquis, d'après des notes prises en cachette sur le front et à Sarajevo.
Son roman Perdido, biographie imaginée de Ben Webster, saxophoniste de Duke Ellington, se déroule dans le monde du jazz.
En 2008, Velibor Čolić décide d'écrire ses romans directement en français et publie aux éditions Gaïa "Archanges", dans lequel il fait œuvre de mémoire en évoquant les atrocités perpétrées durant la guerre en Bosnie. Il est invité pour ce roman au Festival du Premier roman de Laval.
En 2010 et 2011, il participe à une résidence d'écrivain à l'initiative de Lecture en Tête qui l'a invité deux ans plus tôt lors du Festival du Premier roman de Laval. Il y écrit Sarajevo omnibus, son troisième roman en français, paru en 2012 aux éditions Gallimard.

## Œuvres
- Les Bosniaques, Galilée & Carrefour des Littératures, 1993
- La Vie fantasmagoriquement brève et étrange d’Amedeo Modigliani, Le Serpent à Plumes, 1995, rééd. Alphée / Le Serpent à Plumes,  2005
- Chronique des oubliés, La Digitale, 1995, rééd. Le Serpent à Plumes, 1996
- Mother funker, Le Serpent à Plumes, 2000
- Perdido, Le Serpent à Plumes, 2004
- Chez Alberto, 2006 (non traduit)
- Archanges (roman a cappella), Gaïa, 2008
- Jésus et Tito, Gaïa, 2010
- Sarajevo omnibus, Gallimard, 2012, 174 p.  (ISBN 978-2-0701-3711-4)[5]
- Ederlezi. Comédie pessimiste, Gallimard, 2014
- Manuel d'exil, comment réussir son exil en trente-cinq leçons), Gallimard, 200 pages, 2016,  (ISBN 978-2-07-018-671-6)[6]
  - Manual de exilio, cómo aprobar su exilio en treinta y cinco lecciones, (Traducción de Laura Salas Rodríguez), Editorial Periférica, 2017 (mars)
- Strasbourg Omnibus, Résidence d'écriture, Médiathèques de Strasbourg, 2018 et sous format PDF librement téléchargeable sur le blog MYRIADES[7].
- Le livre des départs, Gallimard, 2020
- Guerre et pluie, Gallimard, 2024, 285 p.  (ISBN 978-2-07-304482-2)

## Sur quelques ouvrages

### Sarajevo omnibus(2012)
Le livre-roman se compose de plusieurs récits, autour d'éléments importants de (l'histoire et de la mémoire de) Sarajevo, très liés :
- Le pont latin : Pont latin à Sarajevo, l'un des Monuments nationaux de Sarajevo,
- L'attentat de Sarajevo : Attentat de Sarajevo (28 juin 1914), la Main noire (Serbie) du Colonel Apis Dragutin Dimitrijević, avec Nedeljko Čabrinović, Ivo Andrić, mais aussi Viktor Aleksandrovich Artamanov, Ildan Dizdarevic, le rabbin Baroukh Abramovicz (victime collatérale), et quelques autres,
- Le Conseil : Alexandre Wittek (1852-1894), maître d'échecs, passé dans les années 1890 par Sarajevo qu'il quitte possédé, également connu comme architecte dans la ville : Fontaine Sebilj, Vijećnica (en) (Hôtel de Ville) devenu Bibliothèque nationale et universitaire de Bosnie-Herzégovine,
- La Haggadah : Haggadah de Sarajevo, le capitaine de la Gestapo Ernst Rosenbaum Regenschirm (1945-), le dernier gardien, le rabbin Daoud Cohen torturé, et le sauveur, l'imam Mehmet Korkut,
- L'Appendice : histoire fantastique de Nikola Barbaric, grand-père du narrateur-auteur, de ses femmes et de ses disparitions, et de sa participation aux divers événements relatés.

## Prix et récompenses
- 2014 Prix du rayonnement de la langue et de la littérature françaises - Académie Française[8]
- 2011 Lauréat du Prix Littéraire des Jeunes Européens pour son roman Jésus et Tito, publié aux éditions Gaïa[9]
- 2024 Lauréat du Prix François Mauriac décerné à Malagar , Région Nouvelle-Aquitaine pour "Guerre et pluie".